# ديفيد كواه
ديفيد كواه (بالإنجليزية: David Kowah)‏ (مواليد 6 أغسطس 1971) هو ملاكم سيراليوني، مثّل بلاده في الألعاب الأولمبية الصيفية 1996.

## روابط خارجية
ديفيد كواه على موقع أوليمبيديا (الإنجليزية)
- ديفيد كواه على موقع اتحاد ألعاب الكومنولث (مؤرشف) (الإنجليزية)